# Ervin Barker
Ervin Barker (Ervin Jeremiah Barker; * 2. Juni 1883 in Cresco, Iowa; † 1961) war ein US-amerikanischer Hochspringer.
Bei den Olympischen Spielen 1904 in St. Louis wurde er Sechster mit 1,70 m.
Seine persönliche Bestleistung von 1,803 m stellte er am 28. Mai 1904 in Des Moines auf.